# Ернст фон Геминген-Хорнберг
Ернст фон Геминген-Хорнберг (на немски: Ernst von Gemmingen-Hornberg; * 11 февруари 1759 в Целе; † 3 март 1813 в Манхайм) е фрайхер от род Геминген-Хорнберг, германски композитор, дипломат и последният директор на „Рицарския кантон Крайхгау“.
Той е син на хановерския съдия фрайхер Лудвиг фон Геминген-Хорнберг (1694 – 1771) и съпругата му фрайин Албертина Регина фон Геминген (1740 – 1779), дъщеря на фрайхер Фридрих Якоб фон Геминген (1712 – 1750) и Клара Фридерика Грек фон Кохендорф. Внук е на фрайхер Райнхард фон Геминген-Хорнберг (1645 – 1707) и фрайин Мария Елизабета фон Найперг (1652 – 1722).
Той расте най-вече в Хайлброн и след смъртта на баща му е възпитаван от майка му.
От 1777 до 1781 г. той следва в университета Гьотинген, след това пътува и остава известно време във Франция, Англия, Шотландия и Нидерландия. След това той започва служба при маркграф Карл Александър фон Бранденбург-Ансбах и става директор на дворцовата музика. През 1786 г. той е дипломат в Берлин, след това е в Хайлброн, където се жени 1792 г. с Хенриета фон Холе (1771 – 1814), с която има шест деца.
В Хайлброн той пише след 1790 г. първия и втория си концерт за виолина, през 1800 г. третия и четвъртия през 1802 г. Чрез чичо си Ото Хайнрих фон Геминген-Хорнберг (1755 – 1836) той се запознава с Моцарт и става също приятел с него.
Като собственик на замък Хорнберг и на дворец в Некарцимерн Ернст фон Геминген-Хорнберг е избран 1795 г. за рицарски директор на кантон Крайхгау. След закриването на империята 1806 г. той започва да живее в Манхайм, където умира на 54 години на 3 март 1813 г. Той е погребан в гробището в Ангелбахтал-Михелфелд.

## Фамилия
Ернст фон Геминген-Хорнберг се жени на 17 юли 1792 г. в Байхинген за Хенриета Шарлота фон Холе (* 31 декември 1773, Щутгарт; † 29 март 1814, Манхайм), дъщеря на Лудвиг Карл Фридрих фон Холе и фрайин Вилхелмина фон Вреде. Те имат шест деца:
- Лудвиг (* 20 май 1793, Хайлброн; † 18 ноември 1858, Карлсруе), женен 1819 г. в Михелфед за Арсена д'Амелот-ле-Фламанд († 1866), бездетен
- Ернст (* 21 ноември 1794, Хайлброн; † 23 ноември 1838, Манхайм), женен на 4 май 1820 г. в Ашафенбург за фрайин Шарлота Анна Мария Хорнек фон Вайнхайм (* 2 май 1800, Бамберг; † 8 юни 1863, Некарцимерн), дъщеря на фрайхер Адам Хорнек фон Вайнхайм и фрайин Августа Щурмфедер фон и цу Опенвайлер-Лерх фон Дирмщайн
- Хенриета (1799 – 1813)
- Амалия (* 3 юли 1801, Хайлброн; † 1 април 1865, Баден-Баден), омъжена на 2 октомври 1818 г. в Михелфелд за Август Карл Франц Йохан фон Геминген (* 22 февруари 1792, Щутгарт; † 4 май 1870, Баден-Баден), син на Август Вилхелм фон Геминген (1738 – 1795) и фрайин Шарлота Франциска фон Геминген-Гутенберг-Фюрфелд (1770 – 1814), дъщеря на фрайхер Йохан Дитрих фон Геминген-Гутенберг-Фюрфелд (1744 – 1805)
- Фридерика (1803 – 1866), омъжена за Вилхелм фон Еделсхайм
- Франциска (* 7 септември 1809, Манхайм; † 11 юли 1847, Баден-Баден), омъжена на 19 октомври 1828 г. в Карлсруе за фрайхер Фридрих Вилхелм Лудвиг Бьоклин фон Бьоклинзау (* 9 март 1803, Карлсруе; † 8 юли 1873, Руст при Лар, Баден), баденски офицер, син на фрайхер Фридрих Вилхелм Каспар Леополд Бьоклин фон Бьоклинзау (1767 – 1829) и фрайин Вилхелмина фон Ратзамхаузен (1766 – 1834)